# Fontána Gaillon
Fontána Gaillon (francouzsky Fontaine Gaillon) je fontána v Paříži.

## Umístění
Kašna se nachází ve 2. obvodu na náměstí Place Gaillon na nároží mezi ulicemi Rue de La Michodière a Rue du Port-Mahon. V domě č. 1 na Rue La Michodière, jehož fasádu zdobí, se nachází restaurace La Fontaine Gaillon.

## Historie
Fontána vznikla v roce 1707 a jejím autorem byl architekt Jean Beausire (1651–1743), ředitel staveb města Paříže za Ludvíka XIV. Fontánu v roce 1827 upravil architekt Louis Visconti. V roce 1971 byla restaurována.

## Popis
Fontánu tvoří dvě okrouhlé nádrže nad sebou. Uprostřed menší horní sedí na delfínu chlapec vyzbrojený trojzubcem. Fontána je umístěna ve výklenku doplněném dvěma korintskými sloupy.